# Emine Ernst
Emine Ernst is een Nederlands tafeltennisster.

## Carrière
Ze komt uit de Achterhoekse plaats Lochem waar ze ook is begonnen met tafeltennis trainen. Hier begon ze onder leiding van haar ouders/grootouders en speelde ze bij vereniging LTTC De Toekomst,
Op 23 oktober 2022 won ze het NK tafeltennis in de vrouwendivisie. In 2023 won ze opnieuw het NK.